# Creu de terme de la Guàrdia Lada
La Creu de terme de la Guàrdia Lada és una creu de terme del poble de la Guàrdia Lada, al municipi de Montoliu de Segarra (Segarra) inclosa a l'Inventari del Patrimoni Arquitectònic de Catalunya.

## Descripció
Aquesta creu és situada a l'entrada del poble, vora la carretera L-214, al costat de la bàscula. Aquesta se'ns presenta estructurada a partir de sòcol, fust o pilar i la creu. El sòcol de secció octogonal, monolític i molt erosionat, s'assenta damunt d'una base de planta quadrada, sense cap graonada. Damunt, trobem un fust vuitavat, i monolític.

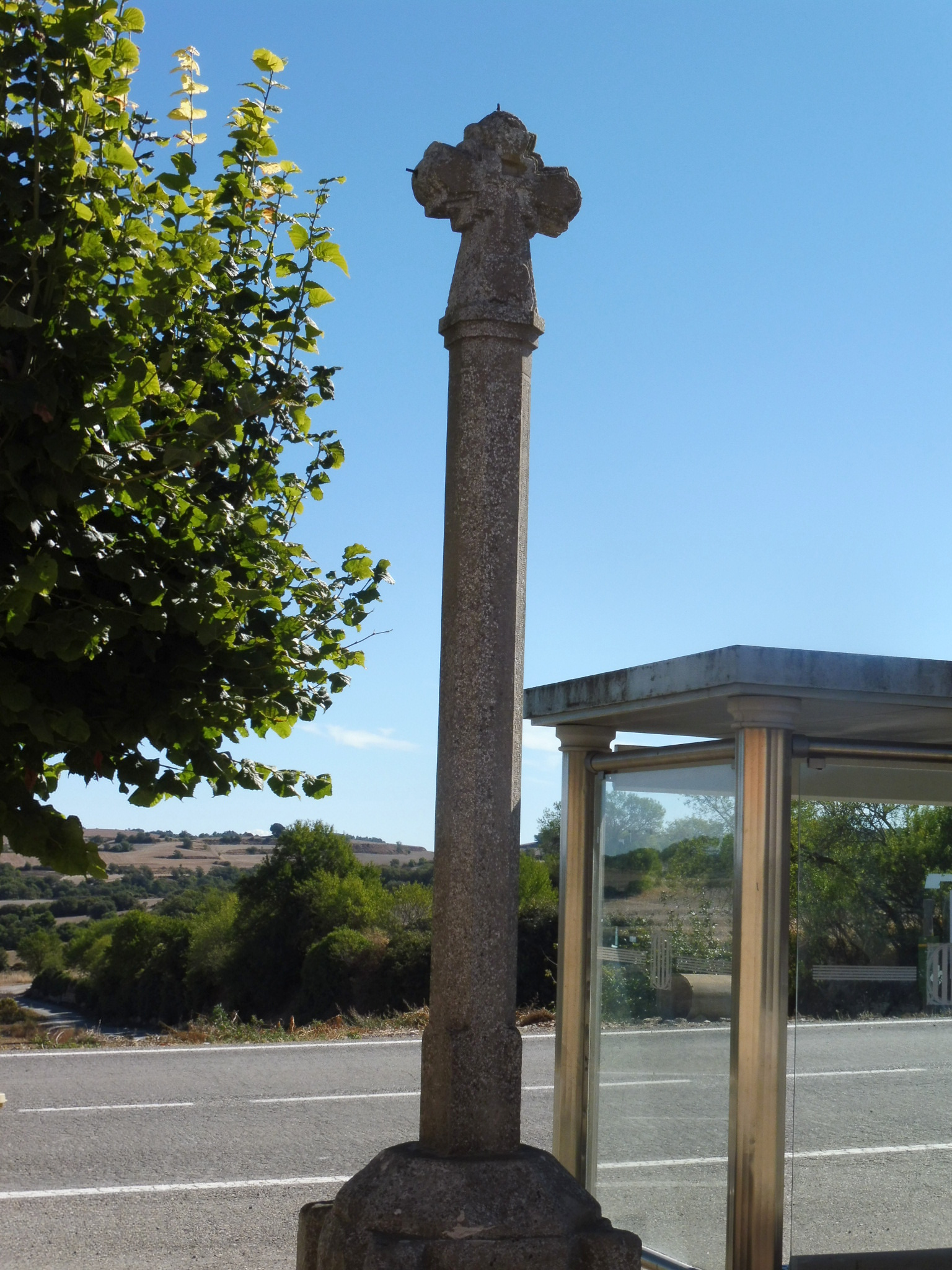
La creu en el seu entorn

 La creu que corona l'estructura és de creu llatina, amb els extrems arrodonits. Cal destacar, el treball en relleu present a l'anvers de la creu, i que repeteix, la mateixa forma d'aquesta creu, en degradació i una creu al centre.

## Història
Moltes creus van ser aixecades a cavall dels segles XVII-XVIII, i s'emmarcarien en el context de l'època moderna dins de la pràctica habitual de bastir monuments cruciformes que es remunta als primers anys del cristianisme, i per aquest motiu era utilitzada per presidir la vida dels cristians i es podia trobar a les entrades de les poblacions com a senyal de protecció davant les pestes o calamitats. Durant la Guerra Civil, la creu que va ser enderrocada, desapareixent el seu capitell. Posteriorment es va tornar a col·locar al seu lloc, la creu caiguda, que va poder salvar-se.